# Beauchêne, Loir-et-Cher

Beauchêne este o comună în departamentul Loir-et-Cher, Franța. În 1 ianuarie 2022 avea o populație de 165 de locuitori.